# Oscar II di Svezia
Oscar II, nome completo Oscar Fredrik Bernadotte (Stoccolma, 21 gennaio 1829 – Stoccolma, 8 dicembre 1907), fu re di Svezia dal 1872 alla sua morte e re di Norvegia dal 1872 al 1905, fino alla dissoluzione dell'unione reale tra i due regni, ultimo sovrano di entrambi i paesi scandinavi.
Terzogenito del re Oscar I di Svezia e di Norvegia e Giuseppina di Leuchtenberg. Da parte di madre era discendente del re Gustavo I di Svezia e di una sorella del re Carlo X di Svezia.

## Biografia

### Infanzia
Oscar nacque a Stoccolma, figlio del re Oscar I di Svezia e di Norvegia, e di sua moglie, Giuseppina di Leuchtenberg, nipote di Giuseppina di Beauharnais, prima moglie di Napoleone Bonaparte; alla nascita fu creato duca di Östergötland. Durante la sua infanzia fu affidato alle cure della governante reale, la contessa Christina Ulrika Taube.
Il principe Oscar entrò nella Marina reale svedese come guardiamarina all'età di undici anni, e fu nominato tenente a luglio del 1845. Successivamente studiò all'Università di Uppsala, dove si distinse in matematica. Il 13 dicembre 1848 fu nominato membro onorario della Accademia reale svedese delle scienze.
Nel 1859 il principe Oscar divenne presunto erede al trono di Svezia e Norvegia, poiché suo fratello maggiore, il re Carlo XV di Svezia, era senza un erede legittimo, avendo perso il suo unico figlio, il principe Carlo Oscar, duca di Södermanland, nel 1854. Il fratello maggiore, il principe Gustavo, duca di Uppland, era già morto di febbre tifoide nel 1852.

## Matrimonio

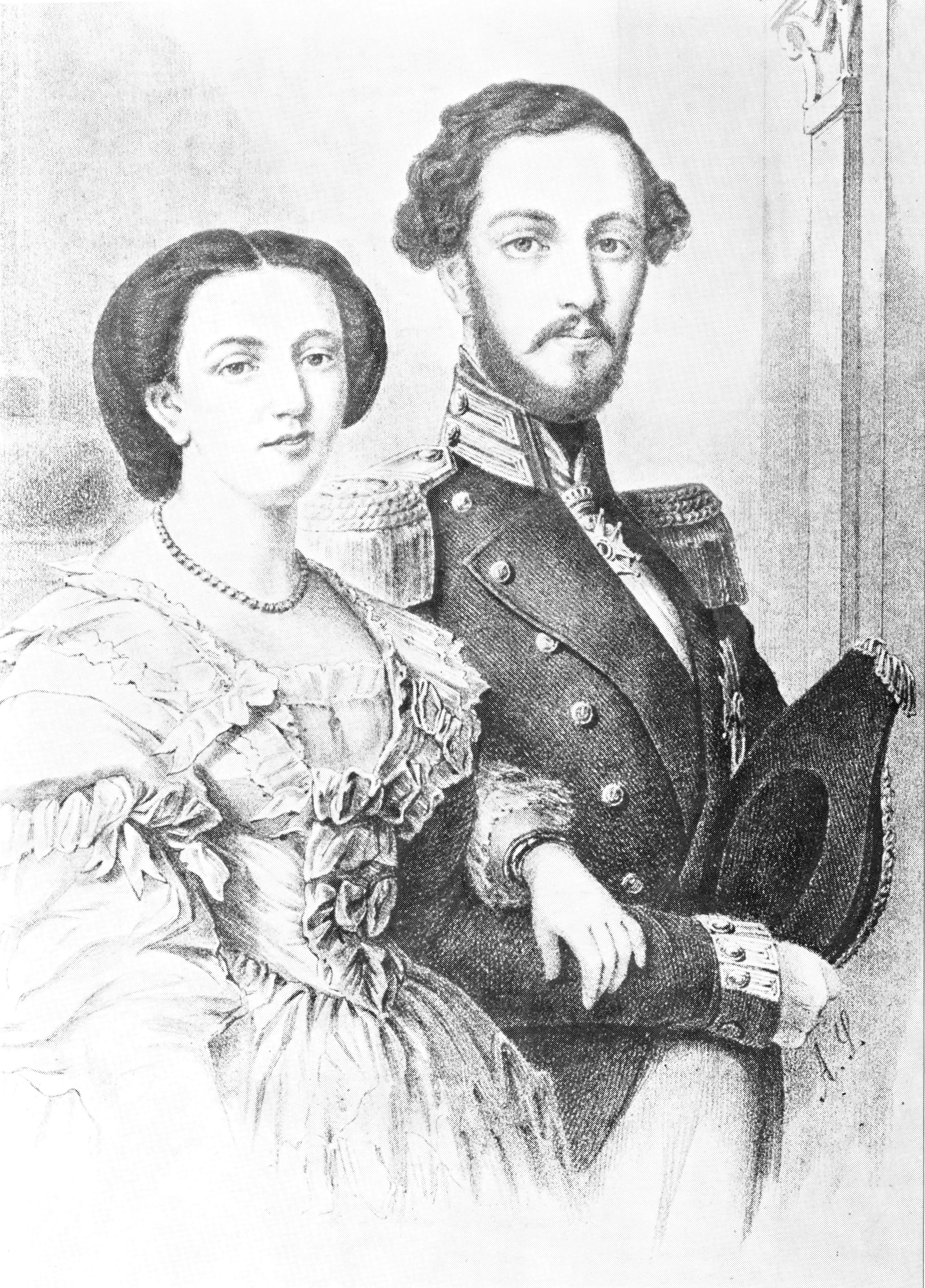
Il principe Oscar e la principessa Sofia di Nassau al momento del loro matrimonio nel 1857.

Nel 1855-1856 Oscar venne inviato a visitare le varie corti reali in Europa, al fine di trovare una moglie adatta. Visitò la corte britannica, ma non volle sposare la principessa Mary di Cambridge, e nemmeno le principesse belghe e prussiane.
Dopo avere conosciuto Sofia di Nassau, figlia del duca Guglielmo di Nassau e della principessa Paolina di Württemberg, Oscar ritornò in Svezia per chiedere il consenso dei genitori al matrimonio. Poi tornò a Nassau, dove il fidanzamento fu annunciato il 25 settembre 1856. Durante il fidanzamento Sofia studiò la lingua svedese e la sua storia ed intratteneva una fitta corrispondenza con il suo futuro sposo in svedese, e imparò anche rapidamente il norvegese.
Il matrimonio si celebrò nel Palazzo Biebrich, vicino a Wiesbaden, il 6 giugno 1857. Due settimane più tardi gli sposi raggiunsero la Svezia e si stabilirono a Stoccolma.
Ebbero quattro figli:
- Gustavo V (1858–1950);
- Oscar, duca di Gotland e conte di Wisborg (1859–1953), sposò Ebba Munck af Fulkila;
- Carlo, duca di Västergötland (1861–1951), sposò Ingeborg di Danimarca;
- Eugenio, duca di Närke (1865–1947).

## Regno

### Re di Svezia e Norvegia

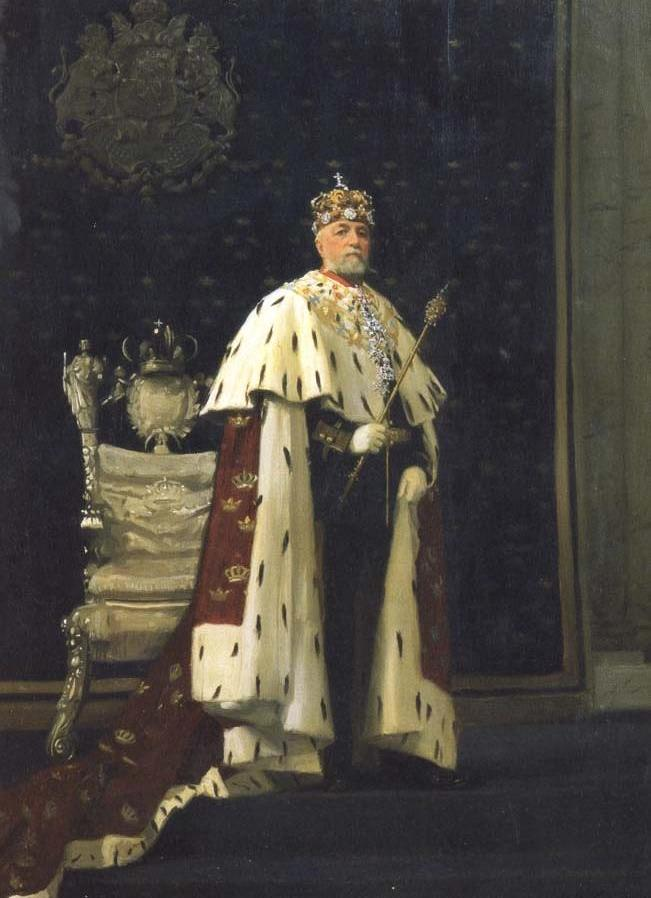
Oscar II di Svezia e Norvegia ritratto nei primi del Novecento da Emil Österman

Successe al fratello re Carlo XV/IV il 18 settembre 1872, e fu incoronato re di Norvegia nella Cattedrale di Nidaros, a Trondheim, il 18 luglio 1873. In quell'occasione adottò il suo motto reale Brödrafolkens väl (Il benessere dei popoli fratelli). Mentre il re e la corte reale risiedevano perlopiù in Svezia Oscar fece lo sforzo di imparare la lingua norvegese e dall'inizio si rese conto dell'enorme difficoltà nel mantenere uniti i due Paesi.

### Politica

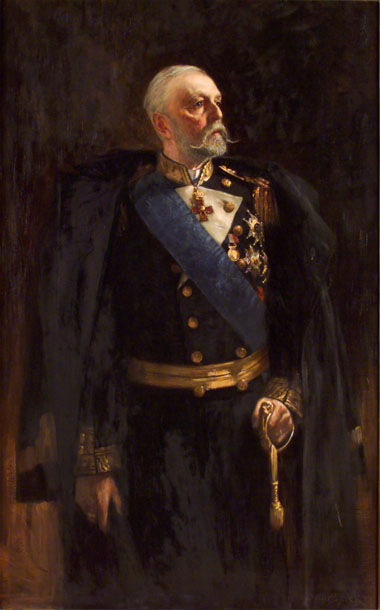
Oscar ritratto da Oscar Björck nel 1893

La sua acuta intelligenza e la riservatezza riguardo agli affari dinastici che riguardavano invece molti altri sovrani europei, diedero al re un peso considerevole, il che lo rese arbitro in questioni internazionali. Alla richiesta del Regno Unito, della Germania e degli Stati Uniti nel 1889, nominò il capo della giustizia di Samoa, e fu chiamato ad arbitrare in alcune questioni riguardanti sempre Samoa nel 1899.
Nel 1897 gli fu dato il potere di nominare un quinto arbitro, se necessario, nella disputa venezuelana. Si circondò di amicizie in Inghilterra per il suo generoso e schietto supporto alla Gran Bretagna al tempo della Seconda Guerra Boera (1899-1902), espresso in una dichiarazione resa al "Times" del 2 maggio 1900, quando invece il resto del continente era ostile.
Rimase un forte sostenitore della Marina per tutta la vita e visitò spesso le navi della flotta. Quando fu varata la nave da difesa costiera Oscar II, firmò persino la torre del cannone principale di poppa della nave.
La carica di Primo Ministro è stata istituita nel 1876 e Louis De Geer divenne il primo capo di governo in Svezia a utilizzare questo titolo. Il più noto e potente primo ministro della Corona durante il regno di Oscar II fu il proprietario conservatore Erik Gustaf Boström, che fu Primo Ministro nel 1891–1900 e nel 1902–1905. Era fidato e rispettato da Oscar II, il quale ebbe molte difficoltà ad approvare qualcun altro per quella carica. Per un certo periodo di tempo, il re diede a Boström mano libera per selezionare i propri ministri senza alcun coinvolgimento reale. Fu un accordo che aprì la strada al parlamentarismo.

### Separazione della Svezia-Norvegia
Gli eventi politici che portarono allo scioglimento dell'unione tra Norvegia e Svezia nel 1905 avrebbero potuto accadere prima, se non fosse stato per la pazienza e il tatto personale che il re ripose nell'argomento. Quando si accorse che la permanenza dei due regni appariva ormai impossibile sotto la medesima corona, egli tuttavia negò a chiunque della sua famiglia il permesso di divenire sovrano in Norvegia, trono che passò ad un ramo collaterale dei sovrani di Danimarca.

## Scienza e arti
Nel 1858, una collezione dei suoi poemi narrativi e delle liriche, Memoriali della Flotta Svedese, pubblicato in modo anonimo, vinse il secondo premio dell'Accademia Svedese. I suoi Contributi alla Storia Militare della Svezia negli Anni 1711, 1712, 1713, apparvero negli Annali dell'Accademia, e furono stampati separatamente nel 1865.
Le sue opere, che includevano i suoi discorsi, le traduzioni di Herder, di Goethe e di Torquato Tasso, furono raccolte il due volumi nel 1875-76, e in un'edizione più grande apparsa nel 1885-88 in tre volumi. I suoi inni di Pasqua e altri suoi poemi sono molto popolari nei paesi scandinavi. Le sue memorie di Carlo XII di Svezia furono tradotte in inglese nel 1879.
Il suo inno pasquale e alcune altre sue poesie sono familiari in tutti i Paesi scandinavi. Le sue opere su Carlo XII di Svezia furono tradotte in inglese nel 1879. Nel 1881 fondò il primo museo all'aperto del mondo, a Bygdøy, situato accanto alla sua residenza estiva vicino a Oslo. Nel 1885 pubblicò una traduzione di uno dei suoi saggi sulla musica, apparso nel maggio del 1900. Scrisse una quantità considerevole di saggi musicali, accessibili agli studenti di musica.
Essendo un amante del teatro, commissionò a Axel Anderberg la costruzione di un nuovo teatro dell'opera per la Royal Swedish Opera che fu inaugurata il 19 settembre 1898. Mentre stava morendo, chiese che i teatri non fossero chiusi a causa della sua morte. I suoi desideri vennero rispettati.
Nel 1889, per il suo sessantesimo compleanno, si tenne un concorso per produrre la migliore ricerca sulla meccanica celeste relativa alla stabilità del sistema solare, un problema di n-corpi particolarmente rilevante. Il vincitore fu Henri Poincaré, professore all'Università di Parigi.
Oscar II era un appassionato dell'esplorazione artica. Insieme al milionario svedese Oscar Dickson e al magnate russo Aleksandr Michajlovič Sibirjakov, fu il patron di numerose spedizioni pioneristiche nell'Artico nel 1800. Tra le iniziative sponsorizzate dal re, le più importanti sono le esplorazioni di Adolf Erik Nordenskiöld nell'Artico russo e in Groenlandia e il viaggio polare di Fridtjof Nansen sul Fram.
È stato anche un generoso sponsor delle scienze e ha finanziato personalmente la spedizione Vega, che è stata la prima spedizione artica a navigare attraverso il passaggio a nord-est, la rotta marittima tra l'Europa e l'Asia attraverso l'Oceano Artico, e il primo viaggio per circumnavigare l'Eurasia.

## Morte

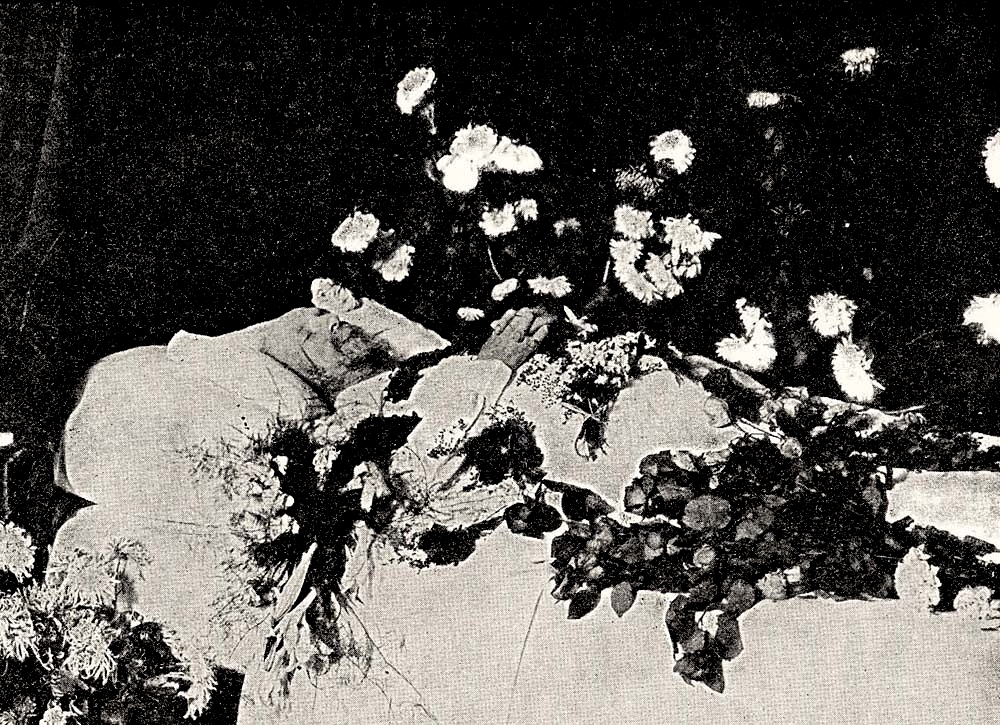
Oscar sul letto di morte nel 1907

Oscar II morì l'8 dicembre 1907 a Stoccolma.
Come suo nonno, suo padre e suo fratello fu massone e Gran Maestro della Massoneria svedese.
Come re di Norvegia fu succeduto, dopo gli eventi del 1905, dal pronipote Principe Carlo di Danimarca, nipote del fratello Carlo. Carlo di Danimarca ascese al trono norvegese nel 1905 con il nome di Haakon VII.
Harald V di Norvegia, il pronipote di Oscar II (nipote del suo terzo figlio, il duca di Västergötland), successe nel 1991 al trono di Norvegia.

## Ascendenza
|                              |                          |                                                    | Genitori                                               |  |  | Nonni |  |  | Bisnonni              |  |  | Trisnonni       |  |
|                              |                          |                                                    |                                                        |  |  |       |  |  | Jean Henri Bernadotte |  |  | Jean Bernadotte |  |
|                              |                          |                                                    |                                                        |  |  |       |  |  | Jean Henri Bernadotte |  |  | Jean Bernadotte |  |
|                              |                          | Marie du Pucheu                                    |                                                        |  |  |       |  |  | Jean Henri Bernadotte |  |  |                 |  |
| Carlo Giovanni XIV di Svezia |                          |                                                    |                                                        |  |  |       |  |  | Jean Henri Bernadotte |  |  |                 |  |
|                              |                          | Jeanne de Saint Vincent                            | Jean de Saint Vincent                                  |  |  |       |  |  |                       |  |  |                 |  |
|                              |                          | Jeanne de Saint Vincent                            | Jean de Saint Vincent                                  |  |  |       |  |  |                       |  |  |                 |  |
|                              |                          | Jeanne de Saint Vincent                            | Marie d'Abbadie de Sireix                              |  |  |       |  |  |                       |  |  |                 |  |
| Oscar I di Svezia            |                          | Jeanne de Saint Vincent                            |                                                        |  |  |       |  |  |                       |  |  |                 |  |
|                              |                          | François Clary                                     | Joseph Clary                                           |  |  |       |  |  |                       |  |  |                 |  |
|                              |                          | François Clary                                     | Joseph Clary                                           |  |  |       |  |  |                       |  |  |                 |  |
|                              |                          | François Clary                                     | Françoise Agnes Ammoric                                |  |  |       |  |  |                       |  |  |                 |  |
| Désirée Clary                |                          | François Clary                                     |                                                        |  |  |       |  |  |                       |  |  |                 |  |
|                              |                          | Françoise Rose Somis                               | Joseph Ignace Somis                                    |  |  |       |  |  |                       |  |  |                 |  |
|                              |                          | Françoise Rose Somis                               | Joseph Ignace Somis                                    |  |  |       |  |  |                       |  |  |                 |  |
|                              |                          | Françoise Rose Somis                               | Catherine Rose Soucheiron                              |  |  |       |  |  |                       |  |  |                 |  |
| Oscar II di Svezia           |                          | Françoise Rose Somis                               |                                                        |  |  |       |  |  |                       |  |  |                 |  |
|                              | Alexandre de Beauharnais | François V de Beauharnais                          |                                                        |  |  |       |  |  |                       |  |  |                 |  |
|                              | Alexandre de Beauharnais | François V de Beauharnais                          |                                                        |  |  |       |  |  |                       |  |  |                 |  |
|                              | Alexandre de Beauharnais | Marie Anne Henriette Françoise Pyvart de Chastulle |                                                        |  |  |       |  |  |                       |  |  |                 |  |
| Eugenio di Beauharnais       | Alexandre de Beauharnais |                                                    |                                                        |  |  |       |  |  |                       |  |  |                 |  |
|                              |                          | Giuseppina de Tascher de la Pagèrie                | Joseph-Gaspard de Tascher de La Pagerie                |  |  |       |  |  |                       |  |  |                 |  |
|                              |                          | Giuseppina de Tascher de la Pagèrie                | Joseph-Gaspard de Tascher de La Pagerie                |  |  |       |  |  |                       |  |  |                 |  |
|                              |                          | Giuseppina de Tascher de la Pagèrie                | Rose-Claire des Vergers de Sanois                      |  |  |       |  |  |                       |  |  |                 |  |
| Giuseppina di Leuchtenberg   |                          | Giuseppina de Tascher de la Pagèrie                |                                                        |  |  |       |  |  |                       |  |  |                 |  |
|                              |                          | Massimiliano I di Baviera                          | Federico Michele di Zweibrücken-Birkenfeld             |  |  |       |  |  |                       |  |  |                 |  |
|                              |                          | Massimiliano I di Baviera                          | Federico Michele di Zweibrücken-Birkenfeld             |  |  |       |  |  |                       |  |  |                 |  |
|                              |                          | Massimiliano I di Baviera                          | Maria Francesca del Palatinato-Sulzbach                |  |  |       |  |  |                       |  |  |                 |  |
| Augusta di Baviera           |                          | Massimiliano I di Baviera                          |                                                        |  |  |       |  |  |                       |  |  |                 |  |
|                              |                          | Augusta Guglielmina d'Assia-Darmstadt              | Giorgio Guglielmo d'Assia-Darmstadt                    |  |  |       |  |  |                       |  |  |                 |  |
|                              |                          | Augusta Guglielmina d'Assia-Darmstadt              | Giorgio Guglielmo d'Assia-Darmstadt                    |  |  |       |  |  |                       |  |  |                 |  |
|                              |                          | Augusta Guglielmina d'Assia-Darmstadt              | Maria Luisa Albertina di Leiningen-Dagsburg-Falkenburg |  |  |       |  |  |                       |  |  |                 |  |
|                              |                          | Augusta Guglielmina d'Assia-Darmstadt              |                                                        |  |  |       |  |  |                       |  |  |                 |  |

## Curiosità

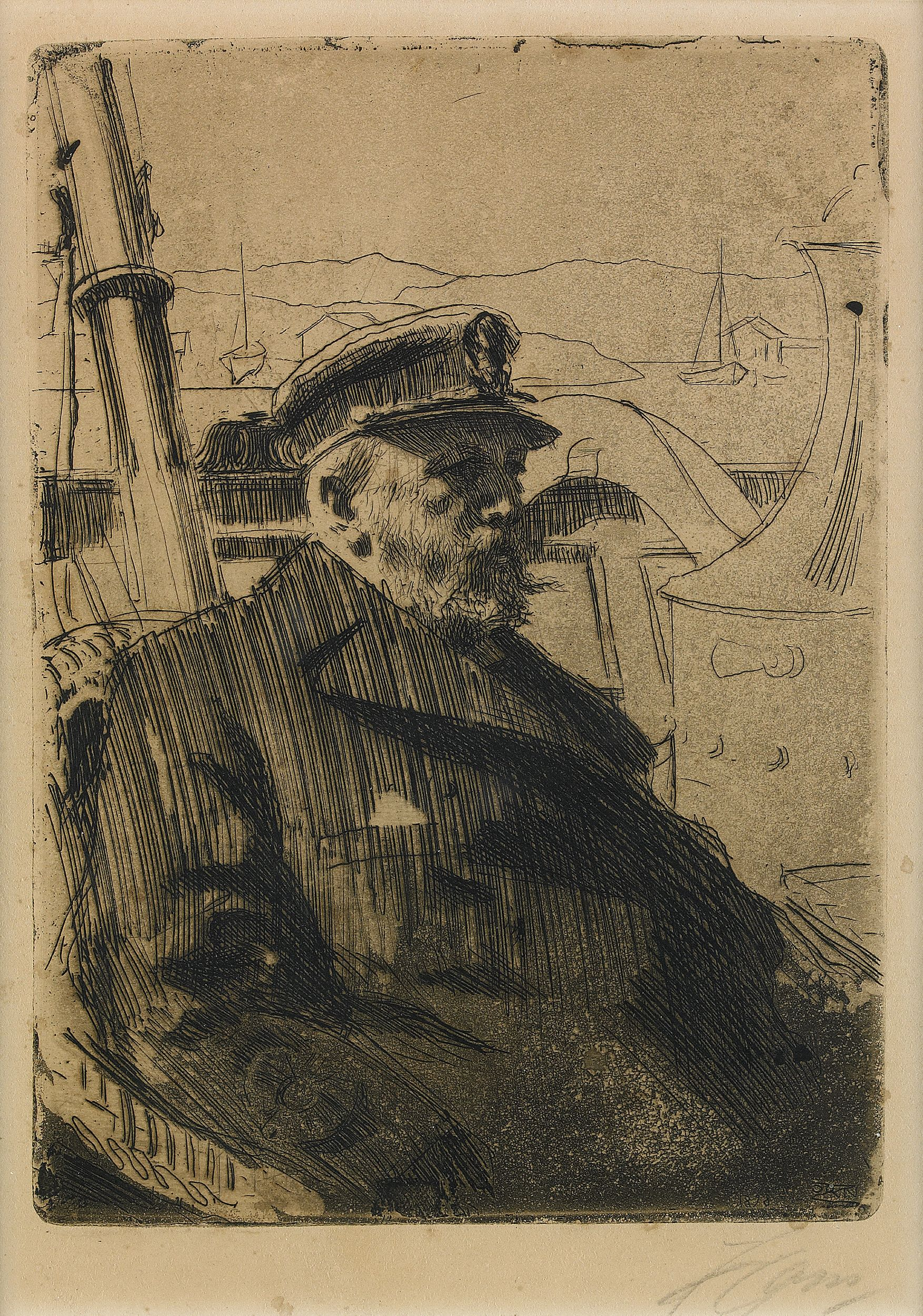
Oscar II in barca, incisione di Anders Zorn.

- Il nome e il ritratto di Oscar II sono stati usati come marchio di fabbrica per le Sardine Re Oscar, e per i biscotti Pepparkakor, nonché per altri prodotti di pasticceria della Göteborgs Kex AB.